# قانون العودة (إسرائيل)

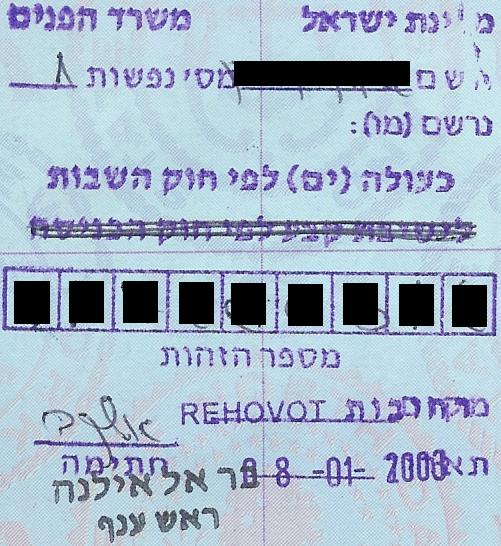
ختم جواز السفر لقانون العودة اليهودي.

قانون العودة (العبرية: חוק השבות) تشريع إسرائيلي صدر في 5 يوليو 1950 يعطي اليهود حق الهجرة والاستقرار في إسرائيل ونيل جنسيتها. وفي عام 1970، عُدل القانون ليشمل أصحاب الأصول اليهودية وأزواجهم.

## القانون
صادق الكنيست على قانون العودة بتاريخ 5 يوليو 1950. ويفصل قانون الجنسية لعام 1952 التشريعات الخاصة بمسائل الهجرة. وينص القانون على حق اليهود القدوم إلى إسرائيل وعلى التكفل بتسهيل هجرتهم.
ويسري القانون على من ولدوا يهوداً (أي أبناء اليهودية أو أحفاد اليهودية من طرف الأم) ومن هم من أصول يهودية (أي أبناء وأحفاد اليهودي) ومعتنقي اليهودية (من الأرثودكس والمحافظين والإصلاحيين، إلا أن التحول إلى اليهودية بشقيها المحافظ والإصلاحي لا يمكن أن يحصل إلا خارج الدولة مثله مثل الزيجات المدنية).

## الغرض
أعطى قانون العودة الأساس القانوني لأحد أهداف الحركة الصهيونية وهو حل مشكلة الشعب اليهودي عبر إقامة وطن لهم فيما يطلقون عليه اسم أرض إسرائيل. ومن خلال قانون العودة، تجسدت عقيدة الحركة الصهيونية كما نص عليها إعلان استقلال إسرائيل واعترفت بها عصبة الأمم عام 1922، التي أوكلت إلى بريطانيا واجب إقامة وطن قومي لليهود، كما اعترفت بها خطة الأمم المتحدة للتقسيم عام 1947 والتي نصت على إسرائيل دولةً يهوديةً مستقلة

## شروط التأهل
يحق للمهاجرين إلى إسرائيل بموجب قانون العودة الحصول الفوري على الجنسية. إلا أن هناك تبايناً في الأراء حول إدراج الحاصلين على الجنسية بموجب قانون العودة تلقائياً كيهود في تعداد السكان. ووفقاً لتعريف الهالاخاه، اليهودي هو ابن اليهودية أو من اعتنق اليهودية. ولا يعترف اليهود الأورثودكس بمعتنقي اليهودية المحافظة أو الإصلاحية. ومع ذلك، ينص القانون على حق أي يهودي بغض النظر عن مذهبه الهجرة إلى إسرائيل والحصول على المواطنة.
في الأصل، اقتصر قانون العودة على اليهود. إلا أن تعديل القانون عام 1970 نص على «إن حقوق اليهودي طبقا لهذا القانون وحقوق القادمين الجدد وبموجب قانون الجنسية... كما هي ثابتة في طفل وحفيد اليهودي، والزوج من يهودي، والزوج لطفل يهودي والزوج من حفيد لليهودي...»
ويمكن استثناء أي يهودي من المواطنة الإسرائيلية بموجب قانون العودة في حال شكل خطراً على دولة إسرائيل. كما يمكن استثناء اليهود من أصحاب السوابق الخطيرة كالقتل أو الهاربين من العدالة في دول أخرى من حق العودة (مثل ميير لانسكي وفيكتور فانسير). ويستثني قانون العودة أيضاً «الشخص الذي كان يهوديا فغيّر دينه طواعية.»

## التعديل الخاص بالنسب اليهودي
أدخل تعديل عام 1970 نتيجة الجدل حول «من هو اليهودي» (حتى ذلك الحين لم يشر القانون إلى هذه المسألة).
وتتعدد التفسيرات حول القرار بشمولية تعريف اليهودي. يقول أحدها أن قانون العودة يسعى إلى توفير ملاذ آمن في الجنسية الإسرائيلية لأي من المضطهدين بموجب قوانين نورنبيرغ. وفي حين لم تعتمد قوانين نورمبرغ تعريف الهالاخاه لمن هو اليهودي لم يعتمد قانون العودة التعريف أيضاً. ويوفر قانون العودة الملاذ الآمن لأي شخص مشمول بتعرف قوانين نورنبيرغ لكنه لا يفترض تلقائياً أن الشخص يهودي بتعريف الهالاخاه لأغراض قوانين الأحوال الشخصية.
علاوة على ذلك، ينص الشرط 4أ من التعديل الثاني:
«إن حقوق اليهودي طبقا لهذا القانون وحقوق القادمين الجدد وبموجب قانون الجنسية، 5712-1952، فضلا عن حقوق أي قادم بموجب أي تشريع آخر، كما هي ثابتة في طفل وحفيد ليهودي، والزوج من يهودي، والزوج لطفل يهودي وكان للزوج من حفيد لليهودي، باستثناء الشخص الذي كان يهوديا فغيّر دينه طواعية.»
وعليه لا يعتبر قانون العودة اليهودي الذي غير دينه طواعية يهودياً ذلك مع إمكانية تعرضه للاضطهاد كيهودي وفق قوانين نورنبيرغ بغض النظر عن تغيير ديانته واعتباره يهودياً بنظر الهالاخاه إلا أنه لا يزال فاقد أهلية الهجرة إلى إسرائيل بموجب قانون العودة.
تفسير أخر هو موجة الهجرة من بولندا عام 1968 بعد حملة معاداة السامية التي قادتها الحكومة. واتسم هؤلاء المهاجرون بدرجة عالية من الاندماج بالمجتمع البولندي وكان لهم أقارب كثر من غير اليهود.
الحاخامية الإسرائيلية هي هيئة أرثوذكسية بحتة وهي أكثر صرامة في تحديد «من هو اليهودي». ولذلك نجد الآلاف من المهاجرين من يستأهلون الجنسية بموجب قانون العودة دون أن يستطيعوا الزواج اليهودي برعاية الحاخامية الإسرائيلية.

### التفسير الديموغرافي
تفسير ثانٍ هو الرغبة بالزيادة من معدلات الهجرة للحد من «الخطر الديموغرافي» الذي يشكله الوجود الفلسطيني ونموه مما دعا إلى تعديل القانون وذلك لتوسيع قاعدة المؤهلين للسفر إلى إسرائيل.

### التفسير العلماني
هناك تفسير ثالث يروج له اليهود المتدينون يقول بأن القيادة الإسرائيلية ذي الصبغة العلمانية الطاغية سعت إلى تقويض نفوذ العناصر الدينية في السياسة والمجتمع الإسرائيلي من خلال السماح لليهود الأكثر علمانية وأزواجهم من غير اليهود بالهجرة.

## أتباع اليهودية المسيحانية
قضت المحكمة الإسرائيلية العليا عام 1989 باعتبار اليهودية المسيحانية ديانة أخرى (حيث يعدها السواد الأعظم من اليهود المسيانيون أحد المذاهب المسيحية) وأن اليهود المسيحانيون لا يستوفون شروط عليا بموجب القانون.
في 16 نيسان 2008، حكمت المحكمة العليا في إسرائيل في الدعوى التي رفعها أشخاص لهم آباء وأجداد من الذين رفضت طلباتهم للجنسية على أساس اتباعهم اليهودية المسيحانية. والحجة التي قال بها متقدمو الطلب أنهم لم يكونوا يهوداً أبداً وفق الهالاخاه أي أنه لا يمكن استثنائهم من الجنسية بموجب الشرط الذي يستثني من تحول إلى غير اليهودية. وقد أيد الحكم هذه الحجة ووافقت الحكومة على مراجعة طلباتهم.

## أثره
منذ عام 1950، هاجر 2,734,245 يهودي إلى إسرائيل. وقد حاز مئات الألوف من غير اليهود على الجنسية الإسرائيلية بموجب القانون.

## الجدل الدائر حول القانون

### مزاعم التمييز
يدعي منتقدو القانون تعارضه مع مزاعم دولة ديمقراطية.
وينتقد الفلسطينيون ومن يدافع عن حقوق اللاجئين الفلسطينيين قانون العودة والذي يقارنوه بحق العودة الفلسطيني. ويعتبروه منتقدو القانون تمييزاً ممأسساً صارخاً في ظل الحرمان من حق العودة.
ويتعرض اتباع اليهودية المسيحانية للتمييز. حيث أقر القانون عدم اعتبارهم يهوداً. على الرغم من أن نسبهم وحمضهم النووي يثبت خلاف ذلك.

### الحجج الداعمة لقانون العودة
يقول أنصار القانون أن:
1. قانون العودة ليس سوى أحد وسائل عدة للحصول على المواطنة. على سبيل المثال، يستطيع الأشخاص من غير اليهود الحصول على الجنسية عبر التجنيس أو الإقامة أو الزواج من مواطن إسرائيلي. والتجنيس تحديداً متاح في ظل ظروف معينة لغير اليهود من آباء المواطنين الذين أدوا خدمتهم في الجيش. وكان القصد من وراء قانون العودة معالجة التشريد والاضطهاد اللذان تعرض لهما اليهود على مر التاريخ وحول العالم.
2. الحق المعطى لليهود وأقاربهم بموجب القانون لا يميز بالضرورة ضد غير اليهود أي أنه نوع من التمييز الإيجابي. تمنح إسرائيل ذات حقوق المواطنة والجنسية لغير اليهود كغيرها من الديمقراطيات الليبرالية. ويقال أن نوع هذه القوانين متداول ولا يتعارض مع القانون الدولي بما فيه معاهدة القضاء على كل أشكال التمييز العنصري التي تسمح بمعاملة تمييزية لمهاجري بعض المجموعات، مع التأكيد على عدم التمييز ضد مجموعة بعينها.
3. في حين أن الغرض من القانون هو الإبقاء على أغلبية يهودية في إسرائيل، تقول الحجة بوجوب الحفاظ على دولة يهودية كملاذ آمن في عالم اضطهد اليهود على مر العصور. وهنا يشير أنصار القانون إلى معاهدة القضاء على كل أشكال التمييز العنصري الذي تسمح بمعاملة تفضيلية لبعض المجموعات لمعالجة اضطهاد تعرضوا له بالماضي.
4. بالإضافة إلى إسرائيل، توفر بلدان أخرى ومنها ألمانيا مميزات لهجرة أفراد ذو روابط عرقية لها (أنظر حق العودة وإعادة التوطين).
5. وحسب بنجامين بوغراند مدير مركز ياكار للشأن الاجتماعي في القدس وعضو الوفد الإسرائيلي إلى مؤتمر الأمم المتحدة ضد العنصرية، القانون هو جزء من حق الأغلبية تحديد من تقبل به وينبع من الغرض الأصلي لتأسيس دولة لليهود. وبالرغم من تعاطفه مع من فروا أو هجروا في حربي 1948 و1967 إلا أن بوغراند يدعي أن وضعهم نتاج للحرب وأن الشيء نفسه قد حدث وعلى نطاق أوسع في بلدان منها ألمانيا وبولندا والتشيك والهند وباكستان.

### الجدل في إسرائيل
في إسرائيل، يستمر الجدل حول قانون العودة. وفي حين يرغب البعض في الحفاظ عليه في صورته الحالية يريد البعض الأخر تعديله بينما يسعى أخرون إلى إلغاء القانون. وتريد الفئة الأخيرة إلغاء القانون لمنحه اليهود حقوقاً لا تملكها مجموعات أخرى تحكمها إسرائيل. يجادل آخرون بأن القانون يسمح بدخول العديد من غير اليهود، مما يقوض الغرض منه.
في سبتمبر 2007، أدى اكتشاف خلية نازية من المراهقين المهاجرين من الاتحاد السوفيتي السابق إلى دعوات متجددة من الساسة لتعديل قانون العودة. وقال إيفي إيتام من الحزب الديني الوطني والاتحاد الوطني والذي يمثل الحركة الصهيونية الدينية التي حاولت في السابق تعديل القانون أن إسرائيل أصبحت «ملاذ لكارهي إسرائيل واليهود والذين يستغلون قانون العودة للتصرف على أساس هذه الكره.» وعلى الطرف الأخر من الطيف السياسي، ينتقد عضو الكنيست أحمد الطيبي من لائحة العرب الموحدة معايير النظام المزدوجة قائلاً «بينما يمنح المهاجرون إلى إسرائيل المواطنة بموجب قانون العودة لا يسمح لمواطني الناصرة والطيبة زيارة أقاربهم ليس لسبب إلا كونهم عرباً.»
ويرى 36 بالمئة من الإسرائيلين المستفتين أن تحقيقاً أعمق بخلفيات المهاجرين الجدد يرقى إلى مستوى العنصرية ضد اليهود من البلاد الناطقة بالروسية.

## تطبيق القانون
وحتى بين مؤيدي القانون هناك جدل قائم حول صيغته حيث ما زال تعريف القانون لليهودي والشعب اليهودي محل نقاش. ويختلف يهود الشتات وإسرائيل مع بعضهم البعض وفيما بينهم حول هذه التعاريف بما يتعلق بقانون العودة. بالإضافة إلى ذلك، هناك نقاش حيوي حول معنى «دولة يهودية» ومصطلح «دولة اليهود».
ويعاود النقاش الدائر حول القانون وصياغته الظهور باستمرار على الأجندات الخاصة والعامة في إسرائيل والشتات. وقد ناقش الكنيست مراراً مقترحات تعديل قانون العودة، وبالفعل تم تعديله عدة مرات على مر السنين. وتعكس هذه التعديلات التغيرات الحاصلة في المجتمع الإسرائيلي، والتحولات التي طرأت على الحوار السياسي داخل إسرائيل وخارجها، وعلى الخطاب السياسي بين إسرائيل والشتات. ويشكل القانون تعبيراً عن اتجاهات دائمة، فضلا عن قدرة النظام الإسرائيلي التشريعي التكيف مع الظروف المتغيرة.
ولم تنحصر معالجة القانون في الكنيست والذي اضطر مراراً بشكل مباشر وغير مباشر على مواجهته. على مر السنين، تعرض العديد من وزراء الداخلية في إسرائيل لقانون العودة وترددوا في كيفية تطبيقه. كما دعي القضاء للتعبير عن رأيه فيما يتعلق بالقانون.ولا يكشف هذا السؤال الملح والمتكرر في الحوار السياسي الخلافات في الرأي بين الإسرائيليين فحسب بل يفاقمها.
وإحدى القضايا المركزية في الجدل الدائر حول قانون العودة هي من يملك سلطة البت في صحة التحولات إلى اليهودية لأغراض الهجرة والمواطنة. ولأسباب تاريخية، قام كبير الحاخامات في إسرائيل وعبر وزارة الشؤون الدينية بهذا القرار ولكن هذا الإجراء ما زال محل السؤال. وقد قوبل هذا الاجراء بالمعارضة من قبل اليهود المتدينين غير الأرثودكس داخل إسرائيل وفي الشتات. وقد بذلت محاولات عدة لحل هذه المسألة كان أخرها لجنة نيمان إلا أنها وصلت هي الأخرى إلى طريق مسدود.
وفي 31 مارس 2005، قضت محكمة إسرائيل العليا باعتراف السلطات المعينة بالتحولات التي حصلت خارج إسرائيل بموجب قانون العودة دون مراعاة رأي لجنة نيمان القائل بحصر صلاحية تحديد أهلية الهجرة بهيئة وحيدة. واعترض رجال الدين الأرثودكس بشدة على هذا الحكم، بحجة أنه سيؤدي إلى طلبات هجرة احتيالية.

## وصلات خارجية
•قانون العودة - النص (العربية)